# Leptognathia latiremis
Leptognathia latiremis är en kräftdjursart som beskrevs av Hansen 1913. Leptognathia latiremis ingår i släktet Leptognathia och familjen Leptognathiidae. Inga underarter finns listade i Catalogue of Life.